# Lac Roger
Lac Roger är en sjö i Kanada.   Den ligger i regionen Abitibi-Témiscamingue och provinsen Québec, i den sydöstra delen av landet, 400 km nordväst om huvudstaden Ottawa. Lac Roger ligger 274 meter över havet. Arean är 29,8 kvadratkilometer. Den sträcker sig 16,3 kilometer i nord-sydlig riktning, och 11,4 kilometer i öst-västlig riktning.
I omgivningarna runt Lac Roger växer i huvudsak blandskog. Trakten runt Lac Roger är nära nog obefolkad, med mindre än två invånare per kvadratkilometer.